# José Antonio Castro González
José Antonio Castro González (Ciudad de México; 11 de agosto de 1980) es un entrenador y exfutbolista mexicano, actualmente es Director técnico del Club Atlético Atenas de la Segunda División de Uruguay. Ha sido internacional con la selección de fútbol de México.

## Trayectoria
Debutó en la primera división mexicana el martes 20 de febrero de 2001 en la cancha del Nou Camp de la ciudad de León, Guanajuato, cuando el entonces técnico de las Águilas del América, Alfio Basile partido que terminó empatado a 1 entre el Club América y el León AC. A pesar de haber jugado los 90 minutos en su partido debut, en el 2001 no tuvo mucha participación con el club de Coapa, fue hasta el 2002 cuando 'el gringo' se ganó el puesto titular en la lateral americanista, año en el que precisamente jugó la Final del Torneo de Verano 2002 contra el Necaxa con un marcador global de 3 a 2 para la obtención del 9° título de Liga en la época profesional para el América.
El 2002 además del campeonato también estuvo marcado por su primer gol en la primera división, al anotar, el 31 de agosto el primer gol del partido de la jornada 5 del Torneo de Apertura contra el Necaxa, al minuto 24, con asistencia de su entonces compañero Christian Patiño, anotación que le serviría al club azulcrema para ganar 2 a 1 esa noche en el Estadio Azteca, la semana siguiente, el 8 de septiembre, Castro volvió a anotar gol, ahora contra el Atlante en el Estadio Neza 86, al anotar el segundo de los cuatro que marcaron los capitalinos esa tarde que derrotaron 4 a 1 a los llamados Potros.
Con la llegada del 2003 también llegó la primera convocatoria para la Selección Mexicana en el primera llamada del recién asignado técnico nacional Ricardo Antonio Lavolpe, debutando con el Tri el 2 de febrero de 2003 contra la Selección Argentina en la ciudad de Los Ángeles al ingresar en el minuto 74 del partido.
En el Torneo de Clausura del 2004 Castro disputó todos los partidos de su club, las Águilas del América, en el torneo, siendo el único en la plantilla en lograrlo.
Un jugador caracterizado por su gran velocidad por la banda logró su segundo campeonato de Liga en el Clausura 2005 con las Águilas del América, al derrotar 6:3 a los Tecos de la UAG en la final del torneo para concluir la serie por un global de 7:4, la tarde del décimo campeonato de liga para las América, José Antonio Castro dio la asistencia para el gol de Aarón Padilla al minuto 37 para poner el parcial de 3:1 a favor de las águilas, definitivamente Castro fue pieza importante a lo largo del torneo para la consagración del Club América que posteriormente fue Campeón de Campeones de la temporada 2004-2005 al derrotar 2:1 a los Pumas de la UNAM en la final disputada en el Estadio Azteca.
En el 2006, José Antonio Castro formó parte de la Selección Mexicana en el Mundial de Alemania 2006 disputando 141 minutos en los 2 partidos que vio acción y siendo amonestado en una ocasión en el partido contra Argentina.
A partir del torneo Clausura 2009 es transferido a los Tigres de la UANL, tras no rendir como se esperabá, fue traspasado al Necaxa, posteriormente con Estudiantes Tecos, sufriendo como ambos descenso de categoría, finalmente para la campaña Apertura 2012 de la Liga MX llegó al San Luis FC.
Para el Torneo Clausura 2013 del Fútbol Mexicano ficha por el Club de Fútbol Atlante . Club que inició dicho torneo dirigido por Ricardo La Volpe, técnico que lo llevó al Mundial de Alemania 2006.
Desafortunadamente, en el partido contra Jaguares de Chiapas, el 28 de enero de 2013, Castro sufre fractura de tibia y peroné. Debido a que su lesión iba para largo, Atlante decidió darlo de baja para el Apertura 2013.
En 2014, Castro logró reponer sus molestias, y fue fichado por Atlético San Luis.

### Clubes
| Club                  | País          | Año           | Partidos | Goles |
| --------------------- | ------------- | ------------- | -------- | ----- |
| Halcones de Querétaro | México        | 1999-2001     | 47       | 3     |
| C. América            | México        | 2001-2008     | 284      | 4     |
| Tigres U.A.N.L        | México        | 2009-2010     | 53       | 2     |
| C. Necaxa             | México        | 2011          | 23       | 0     |
| Estudiantes Tecos     | México        | 2012          | 11       | 0     |
| San Luis F.C.         | México        | 2012          | 15       | 0     |
| Atlante F.C.          | México        | 2013          | 4        | 0     |
| Atlético San Luis     | México        | 2014          | 4        | 1     |
| Total carrera         | Total carrera | Total carrera | 441      | 10    |

## Estadísticas

### Clubes
La siguiente tabla detalla los encuentros disputados y los goles marcados en los clubes en los que ha militado. 
| Halcones de Querétaro · México |               |               |     |    |    |    |    |     |     |    |
| 2ª | 1999-00       | 17            | 1   | -  | -  | -  | -  | 17  | 1   |    |
| 2ª | 2000-01       | 30            | 2   | -  | -  | -  | -  | 30  | 2   |    |
| Total club | Total club    | 47            | 3   | -  | -  | -  | -  | 47  | 3   |    |
| C. América · México |               |               |     |    |    |    |    |     |     |    |
| 1.ª |               |               |     |    |    |    |    |     |     |    |
| 2001 | 2             | 0             | -   | -  | -  | -  | 2  | 0   |     |    |
| 2001-02 | 19            | 0             | 1   | 0  | 5  | 1  | 25 | 1   |     |    |
| 2002-03 | 27            | 2             | -   | -  | 3  | 0  | 30 | 2   |     |    |
| 2003-04 | 39            | 0             | 4   | 0  | 7  | 0  | 50 | 0   |     |    |
| 2004-05 | 31            | 0             | 3   | 0  | -  | -  | 34 | 0   |     |    |
| 2005-06 | 30            | 0             | -   | -  | 6  | 0  | 36 | 0   |     |    |
| 2006-07 | 32            | 1             | 3   | 0  | 7  | 0  | 42 | 1   |     |    |
| 2007-08 | 33            | 0             | 4   | 0  | 14 | 0  | 51 | 0   |     |    |
| 2008 | 11            | 0             | -   | -  | 3  | 0  | 15 | 0   |     |    |
| Total club | Total club    | 224           | 3   | 15 | 0  | 45 | 1  | 284 | 4   |    |
| C.F. Tigres U.A.N.L. · México |               |               |     |    |    |    |    |     |     |    |
| 1.ª |               |               |     |    |    |    |    |     |     |    |
| 2009 | 17            | 1             | 2   | 0  | -  | -  | 19 | 1   |     |    |
| 2009-10 | 28            | 1             | 3   | 0  | 1  | 0  | 32 | 1   |     |    |
| 2010 | 2             | 0             | -   | -  | -  | -  | 2  | 0   |     |    |
| Total club | Total club    | 47            | 2   | 5  | 0  | 1  | 0  | 53  | 2   |    |
| C. Necaxa · México |               |               |     |    |    |    |    |     |     |    |
| 1.ª | 2011          | 14            | 0   | -  | -  | -  | -  | 14  | 0   |    |
| 2ª | 2011          | 9             | 0   | -  | -  | -  | -  | 9   | 0   |    |
| Total club | Total club    | 23            | 0   | -  | -  | -  | -  | 23  | 0   |    |
| Estudiantes Tecos · México |               |               |     |    |    |    |    |     |     |    |
| 1.ª | 2012          | 11            | 0   | -  | -  | -  | -  | 11  | 0   |    |
| Total club | Total club    | 11            | 0   | -  | -  | -  | -  | 11  | 0   |    |
| San Luis F.C. · México |               |               |     |    |    |    |    |     |     |    |
| 1.ª | 2012          | 12            | 0   | 3  | 0  | -  | -  | 15  | 0   |    |
| Total club | Total club    | 12            | 0   | 3  | 0  | -  | -  | 15  | 0   |    |
| Atlante F.C. · México |               |               |     |    |    |    |    |     |     |    |
| 1.ª | 2013          | 4             | 0   | -  | -  | -  | -  | 4   | 0   |    |
| Total club | Total club    | 4             | 0   | -  | -  | -  | -  | 4   | 0   |    |
| Atlético San Luis · México |               |               |     |    |    |    |    |     |     |    |
| 2ª | 2014          | 4             | 1   | 0  | 0  | -  | -  | 4   | 1   |    |
| Total club | Total club    | 4             | 1   | 0  | 0  | -  | -  | 4   | 1   |    |
| Total carrera | Total carrera | Total carrera | 372 | 9  | 23 | 0  | 46 | 1   | 441 | 10 |
| (1)Incluye datos de la Copa México, Pre Pre Libertadores (2001) e InterLiga (2004, 2005, 2007, 2008, 2009 y 2010). (2)Incluye datos de la Copa Campeones CONCACAF (2002, 2003 y 2006), SuperLiga (2008 y 2010), Copa Sudamericana (2005 y 2008), Pre Libertadores (2002) y Copa Libertadores (2002, 2004, 2007 y 2008). |               |               |     |    |    |    |    |     |     |    |

## Selección nacional
Ha sido internacional con la Selección de fútbol de México en 33 ocasiones y disputando una Copa Mundial.
Y el 26 de julio de 2009 anotó el 4º gol de cinco que le anotaron a EE. UU. en la final de la Copa Oro.

### Participaciones en fases finales y clasificatorias
| Competición            | Categoría | Sede           | Resultado        | Partidos | Goles |
| ---------------------- | --------- | -------------- | ---------------- | -------- | ----- |
| Copa Mundial FIFA 2006 | Absoluta  | Alemania       | Octavos de final | 2        | 0     |
| Copa Oro CONCACAF 2007 | Absoluta  | Estados Unidos | Subcampeón       | 1        | 0     |
| Copa América 2007      | Absoluta  | Venezuela      | Tercer lugar     | 2        | 0     |
| Copa Oro CONCACAF 2009 | Absoluta  | Estados Unidos | Campeón          | 6        | 1     |
| Total                  | –         | –              | –                | 11       | 1     |

### Partidos internacionales
Último partido jugado 17 de marzo de 2010
| Partidos internacionales | Partidos internacionales | Partidos internacionales                                   | Partidos internacionales        | Partidos internacionales | Partidos internacionales           | Partidos internacionales |
| #                        | Fecha                    | Lugar                                                      | Oponente                        | Resultado                | Competición                        |                          |
| ------------------------ | ------------------------ | ---------------------------------------------------------- | ------------------------------- | ------------------------ | ---------------------------------- | ------------------------ |
| 1.                       | 4 de febrero de 2003     | Los Angeles Memorial Coliseum, Los Ángeles, Estados Unidos | Argentina                       | 0–1                      | Amistoso                           |                          |
| 2.                       | 12 de febrero de 2003    | Bank One Ball Park, Phoenix, Estados Unidos                | Colombia                        | 0–0                      | Amistoso                           |                          |
| 3.                       | 19 de marzo de 2003      | Texas Stadium, Irving, Texas, Estados Unidos               | Bolivia                         | 2–0                      | Amistoso                           |                          |
| 4.                       | 26 de marzo de 2003      | Estadio Qualcomm, San Diego, California, Estados Unidos    | Paraguay                        | 1–1                      | Amistoso                           |                          |
| 5.                       | 30 de abril de 2003      | Estadio Jalisco, Guadalajara, México                       | Brasil                          | 0–0                      | Amistoso                           |                          |
| 6.                       | 14 de diciembre de 2005  | Chase Field, Phoenix, Estados Unidos                       | Hungría                         | 2–0                      | Amistoso                           |                          |
| 7.                       | 1 de marzo de 2006       | FC Dallas Stadium, Frisco, Estados Unidos                  | Ghana                           | 1–0                      | Amistoso                           |                          |
| 8.                       | 29 de marzo de 2006      | Soldier Field, Chicago, Estados Unidos                     | Paraguay                        | 2–1                      | Amistoso                           |                          |
| 9.                       | 5 de mayo de 2006        | Rose Bowl, Pasadena, Estados Unidos                        | Venezuela                       | 1–0                      | Amistoso                           |                          |
| 10.                      | 12 de mayo de 2006       | Estadio Azteca, Ciudad de México                           | República Democrática del Congo | 2–1                      | Amistoso                           |                          |
| 11.                      | 27 de mayo de 2006       | Stade de France, París, Francia                            | Francia                         | 0–1                      | Amistoso                           |                          |
| 12.                      | 1 de junio de 2006       | Philips Stadion, Eindhoven, Holanda                        | Países Bajos                    | 1–2                      | Amistoso                           |                          |
| 13.                      | 21 de junio de 2006      | Veltins-Arena, Gelsenkirchen, Alemania                     | Portugal                        | 1–2                      | Mundial 2006                       |                          |
| 14.                      | 24 de junio de 2006      | Zentralstadion, Leipzig, Alemania                          | Argentina                       | 1–2 (a.e.t.)             | Mundial 2006                       |                          |
| 15.                      | 28 de febrero de 2007    | Estadio Qualcomm, San Diego, EE. UU.                       | Venezuela                       | 3–1                      | Amistoso                           |                          |
| 16.                      | 25 de marzo de 2007      | Estadio Universitario, San Nicolás, México                 | Paraguay                        | 2–1                      | Amistoso                           |                          |
| 17.                      | 2 de junio de 2007       | Estadio Alfonso Lastras, San Luis Potosí, México           | Irán                            | 4–0                      | Amistoso                           |                          |
| 18.                      | 5 de junio de 2007       | Estadio Azteca, Ciudad de México, México                   | Paraguay                        | 0–1                      | Amistoso                           |                          |
| 19.                      | 8 de junio de 2007       | Giants Stadium, East Rutherford, EE. UU.                   | Cuba                            | 2–1                      | Copa de Oro de la Concacaf 2007    |                          |
| 20.                      | 27 de junio de 2007      | Polideportivo Cachamay, Puerto Ordaz, Venezuela            | Brasil                          | 2–0                      | Copa América 2007                  |                          |
| 21.                      | 4 de julio de 2007       | Puerto La Cruz, Venezuela                                  | Chile                           | 0–0                      | 2007 Copa América                  |                          |
| 22.                      | 24 de junio de 2009      | Georgia Dome, Atlanta, EE. UU.                             | Venezuela                       | 4–0                      | Amistoso                           |                          |
| 23.                      | 5 de julio de 2009       | Oakland-Alameda County Coliseum, Oakland, EE. UU.          | NIC                             | 2–0                      | Copa de Oro de la Concacaf 2009    |                          |
| 24.                      | 9 de julio de 2009       | Estadio NRG, Houston, EE. UU.                              | Panamá                          | 1–1                      | Copa de Oro de la Concacaf 2009    |                          |
| 25.                      | 12 de julio de 2009      | Glendale, EE. UU.                                          | Guadalupe                       | 2–0                      | Copa de Oro de la Concacaf 2009    |                          |
| 26.                      | 19 de julio de 2009      | Arlington, EE. UU.                                         | Haití                           | 4–0                      | Copa de Oro de la Concacaf 2009    |                          |
| 27.                      | 23 de julio de 2009      | Chicago, United States                                     | Costa Rica                      | 5–4 (p.s.o.)             | Copa de Oro de la Concacaf 2009    |                          |
| 28.                      | 26 de julio de 2009      | East Rutherford, EE. UU.                                   | Estados Unidos                  | 5–0                      | Copa de Oro de la Concacaf 2009    |                          |
| 29.                      | 5 de septiembre de 2009  | San José, Costa Rica                                       | Costa Rica                      | 0–3                      | Clasificación para el Mundial 2010 |                          |
| 30.                      | 9 de septiembre de 2009  | Ciudad de México, México                                   | Honduras                        | 1–0                      | Clasificación para el Mundial 2010 |                          |
| 31.                      | 30 de septiembre de 2009 | Cotton Bowl, Dallas, EE. UU.                               | Colombia                        | 1–2                      | Amistoso                           |                          |
| 32.                      | 10 de junio de 2009      | Estadio Azteca, Ciudad de México, México                   | Trinidad y Tobago               | 2–1                      | Clasificación para el Mundial 2010 |                          |
| 33.                      | 17 de marzo de 2010      | Estadio TSM Corona, Torreón, México                        | Corea del Norte                 | 2–1                      | Amistoso                           |                          |

### Goles internacionales
| #  | Fecha               | Sede                                                   | Rival          | Marcador | Resultado | Competición                     |
| -- | ------------------- | ------------------------------------------------------ | -------------- | -------- | --------- | ------------------------------- |
| 1. | 26 de julio de 2009 | Giants Stadium, East Rutherford, Nueva Jersey, EE. UU. | Estados Unidos | 4–0      | 5–0       | Copa de Oro de la Concacaf 2009 |

## Palmarés

### Como jugador
Campeonatos nacionales
| Título               | Club       | País           | Año  |
| -------------------- | ---------- | -------------- | ---- |
| Pre Pre Libertadores | C. América | Estados Unidos | 2001 |
| Primera División     | C. América | México         | 2002 |
| Primera División     | C. América | México         | 2005 |
| Campeón de Campeones | C. América | México         | 2005 |

Copas internacionales
| Título                           | Club               | País           | Año  |
| -------------------------------- | ------------------ | -------------- | ---- |
| Copa de Gigantes de la Concacaf  | C. América         | Estados Unidos | 2001 |
| Copa de Campeones de la CONCACAF | C. América         | México         | 2006 |
| Copa de Oro de la Concacaf       | Selección Mexicana | Estados Unidos | 2009 |

Distinciones individuales
| Distinción                                                  | Año  |
| ----------------------------------------------------------- | ---- |
| Balón de Oro como Mejor Defensa Lateral del Torneo Apertura | 2005 |

### Como entrenador
Campeonatos nacionales
| Título         | Club           | País   | Año  |
| -------------- | -------------- | ------ | ---- |
| Liga MX Sub-15 | Cruz Azul F.C. | México | 2018 |